# تپه کوزه خانه
تپه کوزه خانه مربوط به هزاره اول قبل از میلاد است و در شمال بوکان واقع شده و این اثر در تاریخ ۱۶ دی ۱۳۴۵ با شمارهٔ ثبت ۵۹۰ به‌عنوان یکی از آثار ملی ایران به ثبت رسیده است.